# Grand Prix Pino Cerami 1992
Il Grand Prix Pino Cerami 1992, ventinovesima edizione della corsa, si svolse il 10 aprile su un percorso con partenza e arrivo a Wasmuel. Fu vinto dallo svizzero Laurent Dufaux della Helvetia-Fichtel & Sachs davanti all'olandese Frans Maassen e all'italiano Maurizio Fondriest.

## Ordine d'arrivo (Top 10)
| Pos. | Corridore            | Squadra                                | Tempo    |
| ---- | -------------------- | -------------------------------------- | -------- |
| 1    | Laurent Dufaux       | Helvetia-Fichtel & Sachs               | 4h44'00" |
| 2    | Frans Maassen        | Buckler                                | s.t.     |
| 3    | Maurizio Fondriest   | Panasonic-Sportlife                    | s.t.     |
| 4    | Giovanni Fidanza     | Gatorade                               | s.t.     |
| 5    | Vassili Jdanov       | TVM-Sanyo                              | s.t.     |
| 6    | Massimo Ghirotto     | Carrera-Vagabond-Tassoni               | s.t.     |
| 7    | Jean-Claude Leclercq | Helvetia-Fichtel & Sachs               | s.t.     |
| 8    | Patrick Schoovaerts  | Assur Carpets-Willy Naessens-Euroclean | s.t.     |
| 9    | Lorenzo Lapage       | Collstrop-Garden Wood-Histor           | s.t.     |
| 10   | Pascal Richard       | Festina-Lotus                          | s.t.     |